# Melanguina lugentis
Melanguina lugentis är en insektsart som beskrevs av Young 1986. Melanguina lugentis ingår i släktet Melanguina och familjen dvärgstritar. Inga underarter finns listade i Catalogue of Life.